# Piazza Navona

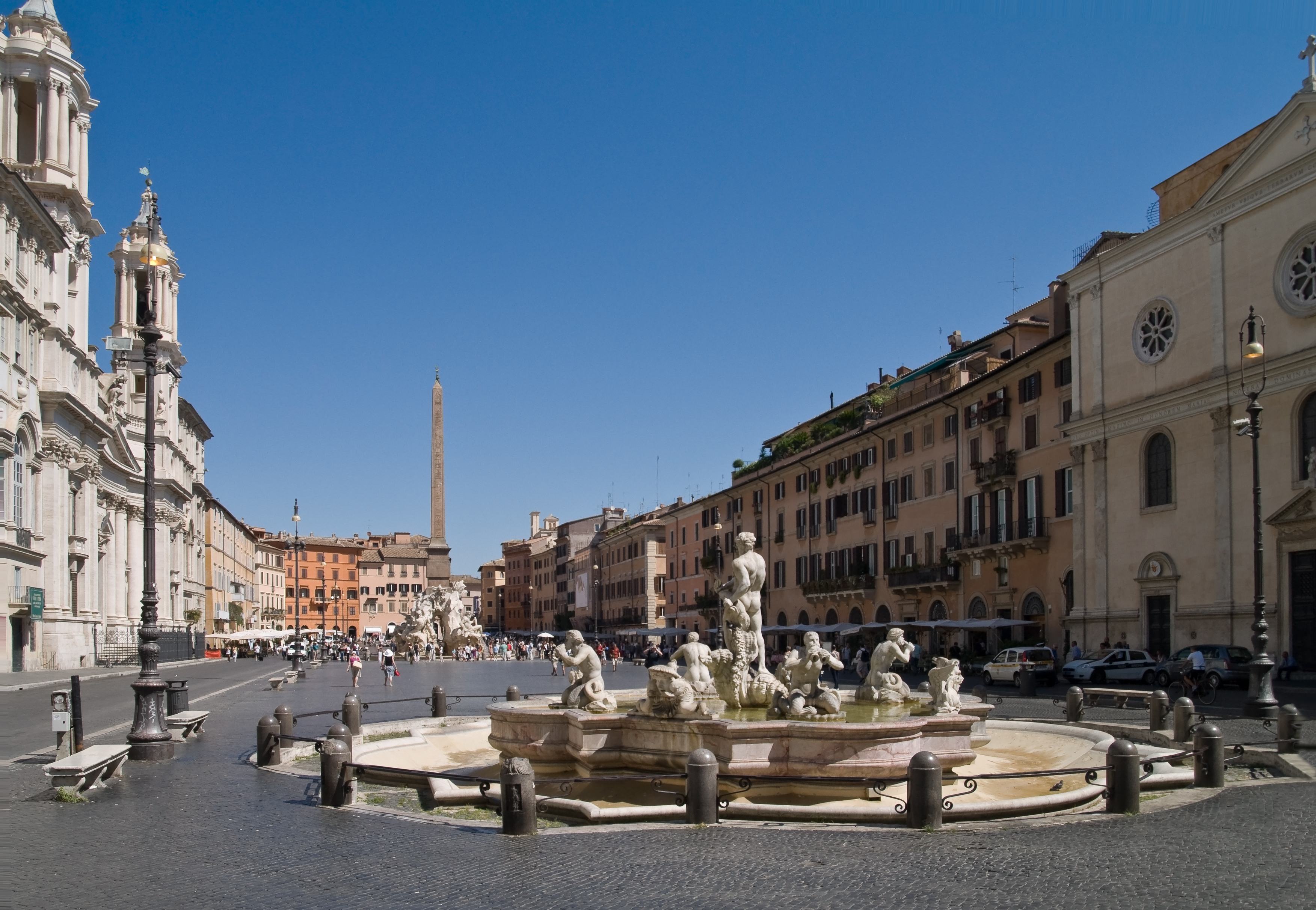
Piazza Navona od jihu

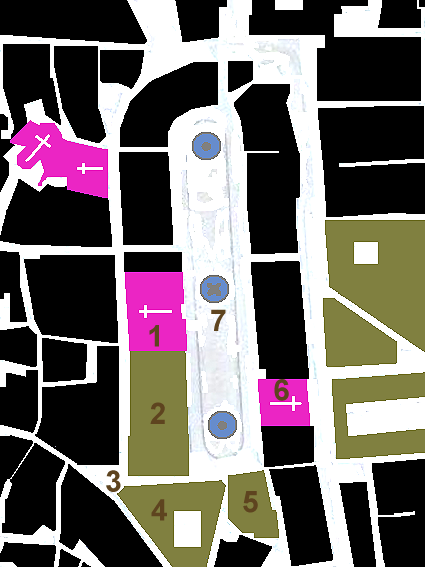
Piazza Navona: 1 – Sant’Agnese in Agone; 2 – Palazzo Pamphili; 3 – Pasquino; 4 – Palazzo Braschi; 5 – Palazzo Lancelotti-Torres; 6 – NS del Sacro Cuore; 7 – fontána čtyř řek

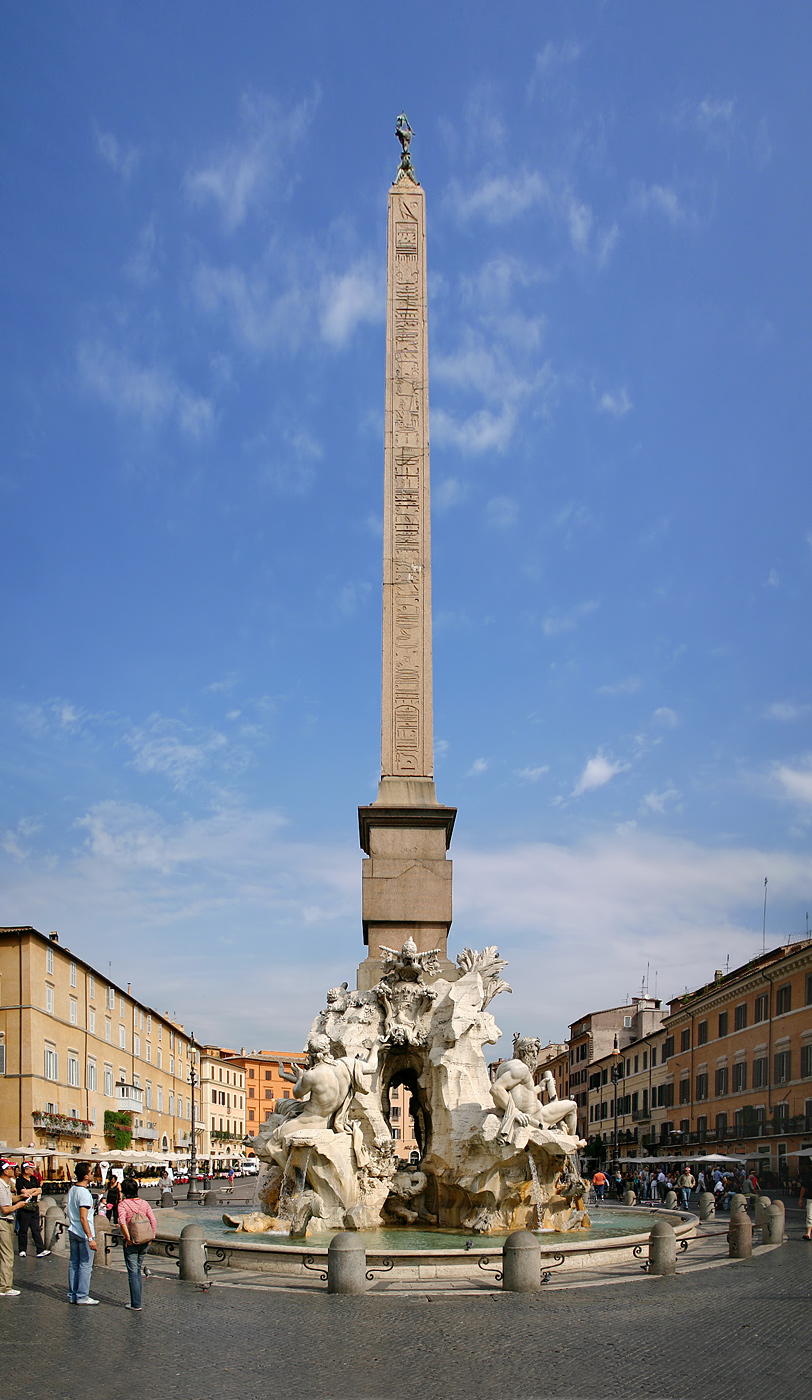
Fontána čtyř řek

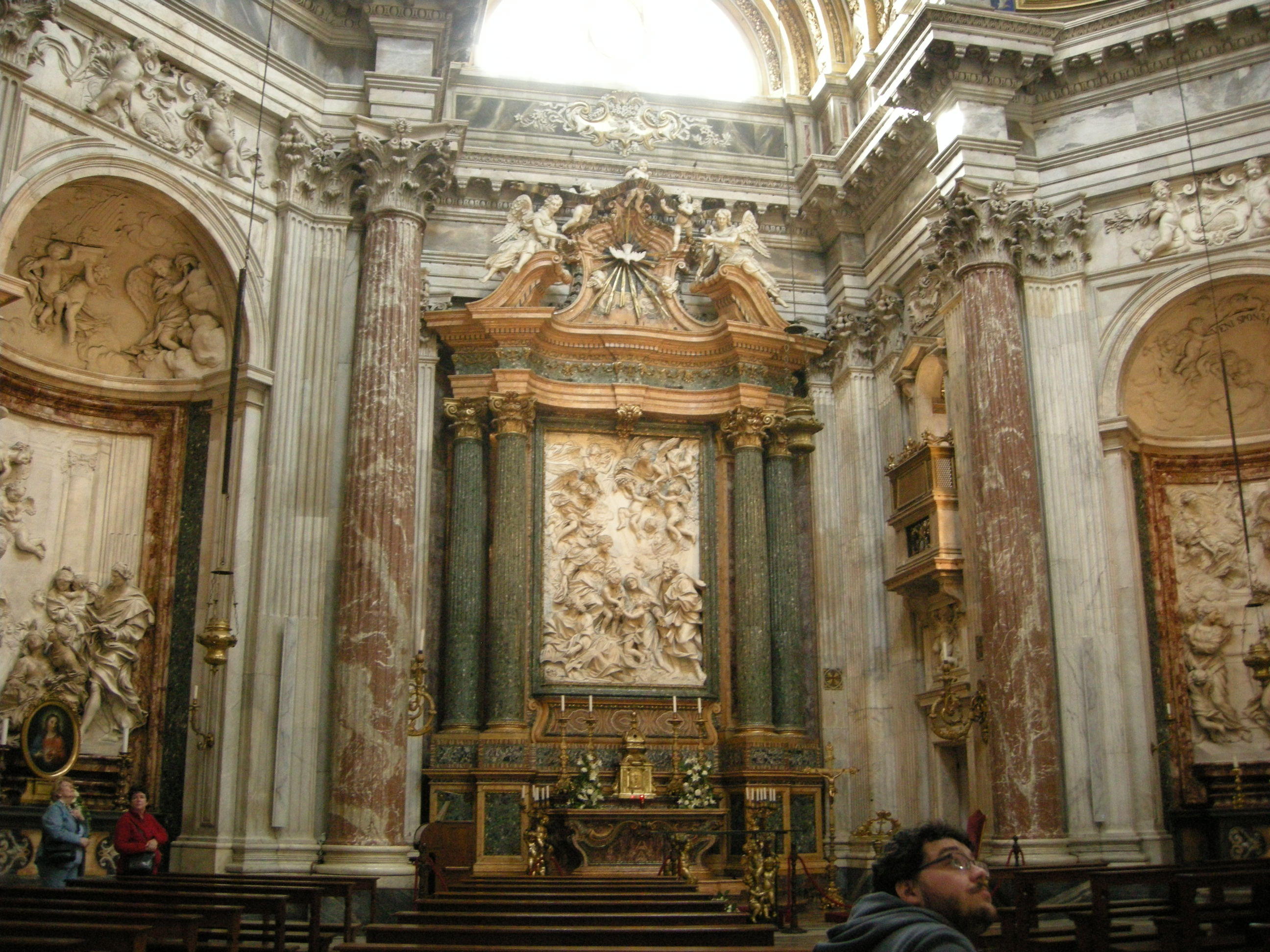
Kostel Sant’Agnese, vnitřek

Piazza Navona je podlouhlé barokní náměstí v Římě, ve čtvrti Parione, asi 200 m západně od Pantheonu. Stojí na místě starověkého stadionu a zachovává jeho půdorys. Uspořádání stadionu připomínají i tři fontány v ose náměstí.

## Historie
Roku 45 př. n. l. postavil Julius Caesar na Martově poli první římský stadion a císař Domitianus jej roku 85 n. l. přestavěl a vyzdobil. Měl rozměry 275×106 m a pojal až 30 tisíc diváků. Zbytky spodního patra s kolonádou byly odkryty při vykopávkách a jsou přístupné na Via Zanardelli severně od náměstí. Stadion a závody (řecky agón) připomíná název kostela Sant’Agnese in Agone a odtud patrně pochází i název náměstí. Koncem 15. století bylo náměstí vydlážděno a konaly se zde pravidelné trhy, v 16. století vznikly dvě menší fontány na jihu a na severu. Severní Fontana del Moro byla roku 2011 poničena vandalem. Na náměstí se konaly a konají různé slavnosti, hudební a divadelní představení a je velmi oblíbeným místem turistů. Vyskytuje se také v mnoha filmech.

## Stavby

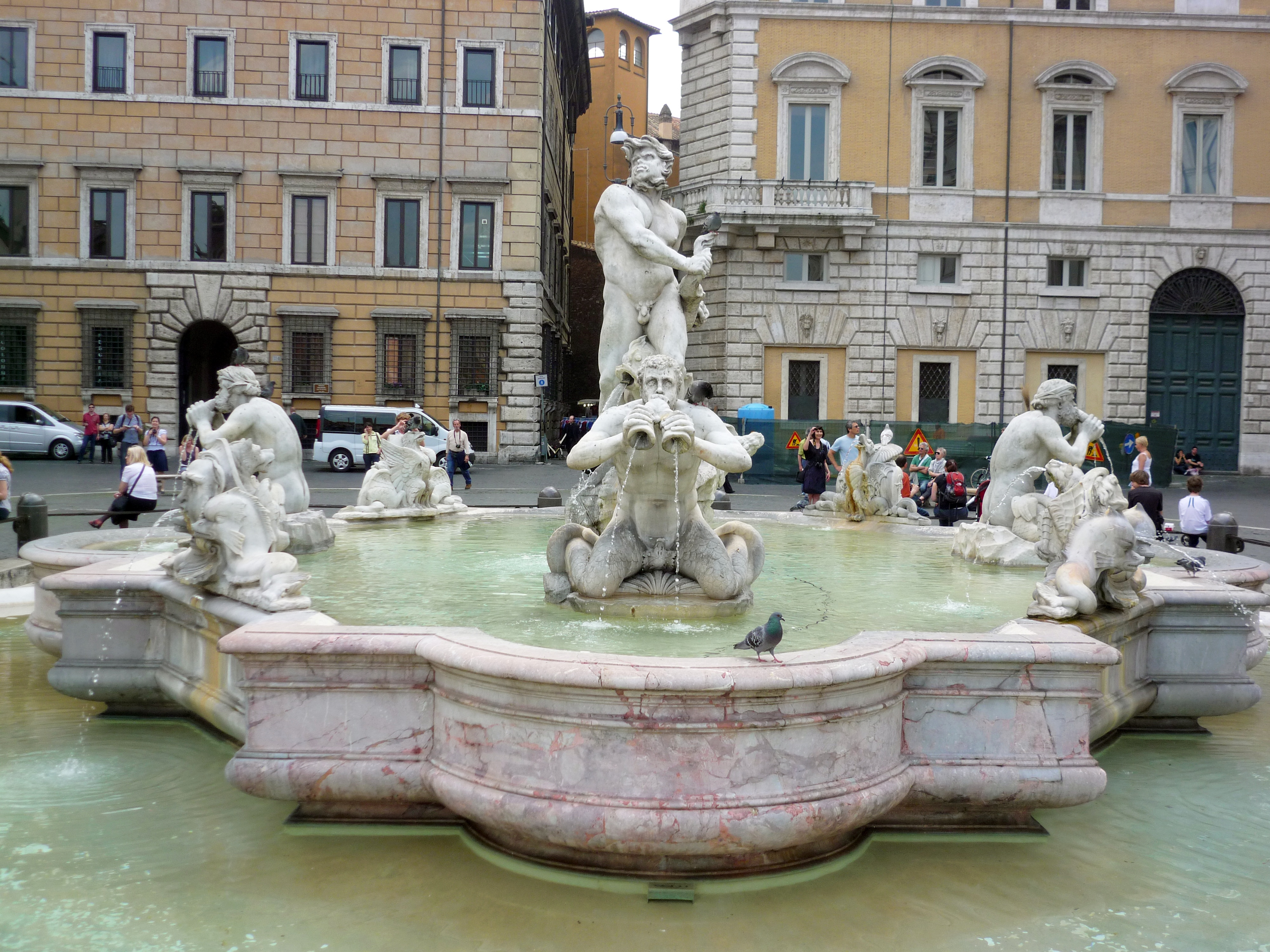
Fontána na Piazza Navona

Nejpozději v 8. století byl do zřícenin stadionu na východní straně vestavěn kostel sv. Anežky Římské na místě, kde byla podle podání roku 304 popravena. Roku 1123 zde byla vysvěcena malá bazilika, roku 1672 současný kostel Sant’Agnese in Agone ve tvaru řeckého kříže s kopulí a osmi antickými sloupy z Lateránské baziliky (architekti Francesco Borromini, Gian Lorenzo Bernini).
Olimpia Maidalchini, švagrová papeže Inocence X., chtěla náměstí přestavět na forum rodiny Pamphili, dala prodloužit starověký vodovod Aqua Virgo a roku 1649 postavil Bernini uprostřed náměstí Fontánu čtyř řek (Fontana dei Quattro Fiumi). Kolem egyptského obelisku jsou čtyři mužské postavy, které představují největší řeky tehdy známých kontinentů – Dunaj, Gangu, Nil a Río de la Plata.
Roku 1650 byl dostavěn Palazzo Pamphili (architekti Girolamo Rainaldi, Francesco Borromini), dnes brazilské vyslanectví. Na jižní straně náměstí stojí Palazzo Braschi z roku 1792, dnes Museum města Říma. Na jeho západním rohu stojí populární Pasquino, antická socha ze stadionu, která patří mezi tzv. mluvící sochy: na podstavec lidé odedávna lepili a lepí stížnosti a posměšky na vrchnost. V jihovýchodním rohu náměstí je Palazzo Lancelotti-Torres, postavený v 16. století. Na východní straně je kostel Nostra Signora del Sacro Cuore, středověká basilika, v polovině 15. století přestavěná jako národní kostel španělských poutníků.